# 1474년

## 연호
- 명(明) 성화(成化) 10년
- 일본(日本) 분메이(文明) 6년
- 후 레 왕조(後黎朝) 홍득(洪德) 5년

## 기년
- 류큐(琉球) 쇼엔왕(尚円王) 5년
- 명(明) 헌종 성화제(憲宗 成化帝) 10년
- 조선(朝鮮) 성종(成宗) 5년
- 후 레 왕조(後黎朝) 성종(聖宗) 15년

## 사건
- 조선-국조 오례의 편찬.
- 12월 11일 - 카스티야 공주 이사벨이 카스티야 국왕 이사벨 1세로 즉위.

## 탄생
- 조선 문신이자 학자 이장군

## 사망
- 4월 30일 - 조선 9대 국왕 성종의 정비 공혜왕후
- 12월 11일 - 카스티야 국왕 엔리케 4세